# 藤野恵実
藤野 恵実（ふじの えみ、1980年11月17日 - ）は、日本の女性総合格闘家。愛知県豊橋市出身。JAPAN TOP TEAM所属。元ストロー級クィーン・オブ・パンクラシスト。現修斗世界女子ストロー級王者。ブラジリアン柔術紫帯。

## 来歴
2003年3月29日、第2回GFC (Girl Fight Challenge) に出場。ビギナーグラップリングルールで石川智子と対戦し、9-0の判定勝ち。
2003年7月20日、SMACKGIRL-F3に出場。第2試合でSGS-Fルールで羽鳥庸子と対戦し、0-0の判定ドロー。第5試合でもSGS-Fルールで小八ヶ代真紀と対戦し、0-3の判定負け。
2003年10月12日、SMACKGIRL-F4に出場。SGS-Fルールで高橋エリと対戦し、2分3秒腕ひしぎ十字固めで一本勝ち。
2003年12月6日、SMACKGIRL-F5に出場。第2試合でSGS-Fルールで長島佳代子と対戦し、1分58秒腕ひしぎ十字固めで一本勝ち。第3試合でもSGS-Fルールで斎藤せりと対戦し、3-0の判定勝ち。大会MVPを獲得した。
2004年2月1日、SMACKGIRL-F6に出場。SGS-Fルールで吉倉チアキと対戦し、0-1の判定ドロー
2004年3月20日、スマックガールでせり相手にプロデビュー戦を行い判定勝ち。その次の試合も勝利し順調なスタートを切った矢先、交通事故に遭い2年半もの間リハビリを余儀なくされる。
2006年11月29日、スマックガール後楽園ホール大会で復帰、市井舞を3-0の判定で下す。その後も岡田円の連勝をストップするなど、デビューから8連勝を収めるも、2008年7月21日に藪下めぐみに判定で敗れ連勝がストップ。
2008年11月8日、VALKYRIE旗揚げ戦でWINDY智美と対戦し、0-3の判定負けを喫した。
2009年8月15日にはアイスリボンでしもうま和美相手にプロレスデビュー。8月23日の後楽園ホール大会にも出場し松本浩代と対戦した。
同年11月18日にはシュートボクシングに初参戦するも、RENAの猛攻の前に鼻骨を骨折、2R終了TKO負けを喫した。
2010年4月11日、VALKYRIE 05のメインイベントで高林恭子と対戦。フェザー級王座次期挑戦者決定戦とも目された試合であったが、0-2の判定負けを喫した。
2010年7月25日、キックボクシング初挑戦となったJ-GIRLSで魅津希と対戦し、0-3の判定負けを喫した。
2010年10月17日、J-GIRLSで佐竹のぞみと対戦し、3-0の判定勝ちでJ-GIRLS初勝利となった。
2010年11月28日、7か月ぶりの総合格闘技復帰戦となったVALKYRIE 08でannaと対戦し、開始28秒チョークスリーパーで一本勝ちを収めた。
2010年12月30日、戦極 Soul of Fightで藤井惠と対戦し、0-3の判定負けを喫した。
2011年8月現在、アイスリボン所属選手からは外れている。
2012年12月15日、JEWELS 22nd RINGのJEWELSライト級（52kg）タイトルマッチにて王者浜崎朱加と対戦し、0-3の判定負けを喫し王座獲得に失敗した。
2013年11月4日、第2代DEEP JEWELSライト級（52kg）王座決定GPに参戦。DEEP JEWELS 2の1回戦にて魅津希と対戦し、0-3の判定負けを喫した。
2014年6月21日、WSOF 10のWSOF女子ストロー級タイトルマッチにてジェシカ・アギラーと対戦し、0-3の判定負けを喫し王座獲得に失敗した。
2015年8月29日、DEEP JEWELS 9のDEEP JEWELSストロー級タイトルマッチにて魅津希と対戦し、0-3の判定負けを喫し王座獲得に失敗した。
2018年8月5日、Pancrase 298にてストロー級クィーン・オブ・パンクラス決定戦でヴィヴィアニ・アロージョと対戦し、3RにドクターストップでTKO負けを喫し王座獲得に失敗した。
2019年9月29日、第2代ストロー級クィーン・オブ・パンクラシストヴィヴィアニ・アロージョがUFC参戦中に伴い行われた女子ストロー級暫定王者決定4人トーナメントに参戦。PANCRASE 308の1回戦にてエジナ・トラキナスと対戦し、2R開始直後にドクターストップでTKO勝ち。
2019年12月8日、PANCRASE 311の女子ストロー級暫定王者決定戦にてチャン・ヒョンジと対戦し、3Rにチョークスリーパーで一本勝ち。女子ストロー級暫定王者となった。
2020年2月19日、ヴィヴィアニ・アロージョがUFCに専念する為、ストロー級クィーン・オブ・パンクラスを返上し、第3代ストロー級クィーン・オブ・パンクラシストに昇格した。
2021年9月19日、RIZIN初出場となったRIZIN.30にて浜崎朱加と再戦し、0-3の判定負けを喫した。
2022年3月21日、PANCRASE326の女子ストロー級クイーン・オブ・ザ・パンクラス タイトルマッチで挑戦者のKARENと対戦。両脇を差し金網に詰める展開が続くも、4Rにテイクダウンを返され、マウントからの肘打ちを受けて流血し、レフェリーストップにより王座から陥落した。
2023年5月21日、プロフェッショナル修斗公式戦 COLORSにてインフィニティリーグ2023 女子ストロー級に「X」として公示されていた最後の参加者として発表された。
2023年7月23日、PROFESSIONAL SHOOTO 2023 Vol.5のインフィニティリーグ2023 女子ストロー級にてエンゼル☆志穂と対戦し、1Rにリアネイキッドチョークで一本勝ち。勝ち点4を獲得した。
2023年9月24日、PROFESSIONAL SHOOTO 2023 Vol.6のインフィニティリーグ2023 女子ストロー級にて宝珠山桃花と対戦し、2-0の判定勝ち。勝ち点を6としリーグ同点1位に浮上した。
2023年11月19日、PROFESSIONAL SHOOTO 2023 Vol.7のインフィニティリーグ2023 女子ストロー級にて杉本恵と対戦し、1-0の判定ドロー。勝ち点を7としリーグ単独1位に浮上した。
2024年1月28日、PROFESSIONAL SHOOTO 2024 Vol.1 2部のインフィニティリーグ2023 女子ストロー級にて吉成はるかと対戦し、2RにパウンドでTKO勝ち。勝ち点を10としリーグ優勝を果たした。
2024年5月19日、PROFESSIONAL SHOOTO 2024 Vol.4で行われた初代修斗ストロー級王者決定戦で杉本恵と対戦し、3R TKO勝ちで王座獲得を果たした。

## 戦績

### 総合格闘技
| 総合格闘技 戦績 | 総合格闘技 戦績 | 総合格闘技 戦績 | 総合格闘技 戦績 | 総合格闘技 戦績 | 総合格闘技 戦績 | 総合格闘技 戦績 |
| --------------- | --------------- | --------------- | --------------- | --------------- | --------------- | --------------- |
| 47 試合         | (T)KO           | 一本            | 判定            | その他          | 引き分け        | 無効試合        |
| 30 勝           | 3               | 11              | 16              | 0               | 1               | 1               |
| 15 敗           | 3               | 0               | 12              | 0               | 1               | 1               |

| 勝敗 | 対戦相手                 | 試合結果                                          | 大会名 | 開催年月日     |
| ×    | ソルト                   | 5分5R終了 判定0-3                                 | PANCRASE 347 【ストロー級クィーン・オブ・パンクラス・チャンピオンシップ】                                 | 2024年9月29日  |
| ○    | 杉本恵                   | 3R 3:43 TKO（パウンド）                           | PROFESSIONAL SHOOTO 2024 Vol.4 【初代修斗女子世界ストロー級王者決定戦】                                   | 2024年5月19日  |
| ○    | 吉成はるか               | 2R 3:09 TKO（パウンド）                           | PROFESSIONAL SHOOTO 2024 Vol.1 2部 epsomsalt seacrystals Presents インフィニティリーグ2023 女子ストロー級 | 2024年1月28日  |
| △    | 杉本恵                   | 5分2R終了 判定1-0                                 | PROFESSIONAL SHOOTO 2023 Vol.7 epsomsalt seacrystals Presents インフィニティリーグ2023 女子ストロー級     | 2023年11月19日 |
| ○    | 宝珠山桃花               | 5分2R終了 判定2-0                                 | PROFESSIONAL SHOOTO 2023 Vol.6 epsomsalt seacrystals Presents インフィニティリーグ2023 女子ストロー級     | 2023年9月24日  |
| ○    | エンゼル☆志穂            | 1R 3:06 リアネイキッドチョーク                    | PROFESSIONAL SHOOTO 2023 Vol.5 epsomsalt seacrystals Presents インフィニティリーグ2023 女子ストロー級     | 2023年7月23日  |
| ×    | エジナ・トラキナス       | 5分3R終了 判定0-3                                 | PANCRASE 333                                                                                              | 2023年4月30日  |
| ○    | 渡辺彩華                 | 5分3R終了 判定3-0                                 | NEO BLOOD! 2                                                                                              | 2023年4月30日  |
| ×    | KAREN                    | 4R 3:18 TKO（レフェリーストップ：カットでの出血） | PANCRASE 326 【ストロー級クィーン・オブ・パンクラス・チャンピオンシップ】                                 | 2022年3月21日  |
| ×    | 浜崎朱加                 | 5分3R終了 判定0-3                                 | RIZIN.30                                                                                                  | 2021年9月19日  |
| ○    | チャン・ヒョンジ         | 3R 3:20 チョークスリーパー                        | PANCRASE 311 【女子ストロー級暫定王者決定戦】                                                             | 2019年12月8日  |
| ○    | エジナ・トラキナス       | 2R 0:00 TKO（右手首骨折の疑い）                   | PANCRASE 308 【女子ストロー級暫定王者決定4人トーナメント1回戦】                                           | 2019年9月29日  |
| ○    | クセニヤ・グーセヴァ     | 5分3R終了 判定3-0                                 | PANCRASE 304                                                                                              | 2019年4月14日  |
| ×    | ビビアン・アラウジョ     | 3R 0:19 TKO（レフェリーストップ：目の負傷）       | PANCRASE 298 【ストロー級クィーン・オブ・パンクラス決定戦】                                               | 2018年8月5日   |
| ○    | シャロン・ジェイコブセン | 5分3R終了 判定3-0                                 | PANCRASE 296                                                                                              | 2018年5月20日  |
| ○    | アリーニ・サテウメイヤー | 5分2R終了 判定2-1                                 | ROAD FC 044                                                                                               | 2017年11月11日 |
| ○    | べク・ヒョンジュ         | 1R 1:50 リアネイキッドチョーク                    | DEEP 79 IMPACT                                                                                            | 2017年9月16日  |
| ○    | ナタリア・デニソヴァ     | 2R 1:25 リアネイキッドチョーク                    | ROAD FC 037                                                                                               | 2017年3月11日  |
| -    | ヤン・シャオナン         | 1R 2:48 ノーコンテスト（偶発的なバッティング）    | Road FC 034                                                                                               | 2016年11月19日 |
| ×    | ジャン・ウェイリー       | 2R 2:51 TKO（レフェリーストップ：肘によるカット） | Kunlun Fight 49×REBELS.45                                                                                 | 2016年8月7日   |
| ○    | ホン・ユンハ             | 1R 0:47 リアネイキッドチョーク                    | Road FC 031                                                                                               | 2016年3月14日  |
| ○    | 法DATE                   | 5分3R終了 判定3-0                                 | DEEP JEWELS 10                                                                                            | 2015年11月23日 |
| ×    | 魅津希                   | 5分3R終了 判定0-3                                 | DEEP JEWELS 9 【DEEP JEWELSストロー級タイトルマッチ】                                                     | 2015年8月29日  |
| ○    | パク・ジョンウン         | 5分2R終了 判定2-0                                 | Road FC 023                                                                                               | 2015年5月2日   |
| ○    | 富松恵美                 | 5分2R終了 判定3-0                                 | DEEP DREAM IMPACT 2014 〜大晦日SPECIAL〜                                                                  | 2014年12月31日 |
| ○    | 三浦彩佳                 | 5分2R終了 判定3-0                                 | DEEP JEWELS 6                                                                                             | 2014年11月3日  |
| ×    | ジェシカ・アギラー       | 5分5R終了 判定0-3                                 | WSOF 10 【WSOF女子ストロー級タイトルマッチ】                                                              | 2014年6月21日  |
| ×    | 魅津希                   | 5分2R終了 判定0-3                                 | DEEP JEWELS 2 【第2代DEEP JEWELSライト級王座決定GP1回戦】                                                 | 2013年11月4日  |
| ○    | ソン・ヒョギョン         | 2R 3:34 リアネイキッドチョーク                    | DEEP JEWELS～旗揚げ戦～                                                                                   | 2013年8月31日  |
| ○    | アンバー・ブラウン       | 2R 4:18 リアネイキッドチョーク                    | PANCRASE 247                                                                                              | 2013年5月19日  |
| ×    | 浜崎朱加                 | 5分3R終了 判定0-3                                 | JEWELS 22nd RING 【JEWELSライト級タイトルマッチ】                                                         | 2012年12月15日 |
| ○    | 長野美香                 | 5分2R終了 判定3-0                                 | JEWELS 18th RING                                                                                          | 2012年3月3日   |
| ○    | セリーナ                 | 5分2R終了 判定3-0                                 | JEWELS 17th RING                                                                                          | 2011年12月17日 |
| ×    | 藤井惠                   | 5分3R終了 判定0-3                                 | 戦極 Soul of Fight                                                                                        | 2010年12月30日 |
| ○    | anna                     | 1R 0:28 チョークスリーパー                        | VALKYRIE 08                                                                                               | 2010年11月28日 |
| ×    | 高林恭子                 | 3分3R終了 判定0-2                                 | VALKYRIE 05                                                                                               | 2010年4月11日  |
| ×    | V一                      | 3分3R終了 判定0-3                                 | VALKYRIE 02                                                                                               | 2009年4月25日  |
| ×    | WINDY智美                | 3分3R終了 判定0-3                                 | VALKYRIE 01 CAGE FORCE-EX                                                                                 | 2008年11月8日  |
| ×    | 藪下めぐみ               | 3分3R終了 判定0-3                                 | DEMOLITION                                                                                                | 2008年7月21日  |
| ○    | V一                      | 5分2R終了 判定2-1                                 | SMACKGIRL 7th ANNIVERSARY 〜Starting Over〜                                                               | 2007年12月26日 |
| ○    | ゆうこ                   | 5分2R終了 判定3-0                                 | CAGE FORCE EX -eastern bound-                                                                             | 2007年11月11日 |
| ○    | 関友紀子                 | 5分2R終了 判定3-0                                 | SMACKGIRL 2007 〜女王たちの一番熱い夏〜                                                                   | 2007年9月6日   |
| ○    | 齋藤安奈                 | 1R 2:06 チョークスリーパー                        | K-GRACE                                                                                                   | 2007年5月27日  |
| ○    | 岡田円                   | 1R 2:34 ストレートアームバー                      | SMACKGIRL 2007 〜女王は新宿の夜を赤く染るか？〜                                                           | 2007年3月11日  |
| ○    | 市井舞                   | 5分2R終了 判定3-0                                 | SMACKGIRL 2006 〜極女伝説〜                                                                               | 2006年11月29日 |
| ○    | 藤本真理子               | 2R 1:56 腕ひしぎ十字固め                          | CROSS SECTION 第1回大会                                                                                   | 2004年4月18日  |
| ○    | せり                     | 5分2R終了 判定3-0                                 | SMACKGIRL F 〜Next Cinderella Tournament 2nd stage & SG-F7〜                                              | 2004年3月20日  |

### シュートボクシング
| 勝敗 | 対戦相手   | 試合結果                                   | 大会名                                                                       | 開催年月日     |
| ×    | MINA       | 3R終了 判定0-3                             | SHOOT THE SHOOTO XX                                                          | 2011年11月6日  |
| ×    | ハム・ソヒ | 3R終了 判定0-2                             | Girls S-cup2011 トーナメント1回戦                                            | 2011年8月19日  |
| ×    | 高橋藍     | 1R 1:17 TKO（セコンドからのタオル投入）    | 東北地方太平洋沖地震復興チャリティーイベント SHOOT BOXING 2011 act.2 -SB168- | 2011年4月23日  |
| ×    | RENA       | 2R終了時 TKO（ドクターストップ：鼻骨骨折） | SHOOT BOXING 2009 武志道-bushido- 其の伍                                     | 2009年11月18日 |

### キックボクシング
| 勝敗 | 対戦相手   | 試合結果          | 大会名                                      | 開催年月日     |
| ○    | 舞獅       | 2分3R終了 判定3-0 | J-NETWORK「J-GIRLS 2011 ～Born This Way～」 | 2011年5月15日  |
| ○    | 佐竹のぞみ | 2分3R終了 判定3-0 | J-NETWORK「J-GIRLS Catch The stone〜11」    | 2010年10月17日 |
| ×    | 魅津希     | 2分3R終了 判定0-3 | J-NETWORK「J-GIRLS Catch The stone〜9」     | 2010年7月25日  |

### アマチュア総合格闘技
| 勝敗 | 対戦相手     | 試合結果                 | 大会名       | 開催年月日     |
| △    | 吉倉チアキ   | 4分1R終了 判定0-1        | SMACKGIRL-F6 | 2004年2月1日   |
| ○    | 斎藤せり     | 4分1R終了 判定3-0        | SMACKGIRL-F5 | 2003年12月6日  |
| ○    | 長島佳代子   | 1R 1:58 腕ひしぎ十字固め | SMACKGIRL-F5 | 2003年12月6日  |
| ○    | 高橋エリ     | 1R 2:03 腕ひしぎ十字固め | SMACKGIRL-F4 | 2003年10月12日 |
| ×    | 小八ヶ代真紀 | 4分1R終了 判定0-3        | SMACKGIRL-F3 | 2003年7月20日  |
| △    | 羽鳥庸子     | 4分1R終了 判定0-0        | SMACKGIRL-F3 | 2003年7月20日  |

## 獲得タイトル
- 第3代ストロー級クィーン・オブ・パンクラス王座（2020年）
- 修斗インフィニティリーグ2023 女子ストロー級 優勝（2024年）
- 初代修斗女子ストロー級王者（2024年）